# Egyptské království
Egyptské království (arabsky:Al-Mamlaka al-Miṣrája, المملكة المصرية) bylo v letech 1922–1953 formálně nezávislý stát. Vzniklo 11. listopadu 1922 za tzv. 1. egyptské revoluce a formálně zaniklo 18. června 1953 vyhlášením republiky, ale de facto monarchie skončila už 23. červenec 1952 za tzv. 2. egyptské revoluce, když král Farúk I. odstoupil ve prospěch svého syna Fuada II., který však nikdy nevládl, protože byl ještě kojenec. Po své abdikaci král Farúk I. i se svým synem Fuadem odcestoval do italského exilu.

## Historie

### Egypt jako součást Osmanské říše a britský protektorát
V roce 1517 dobyl Egypt turecký sultán Selim I. a ten se tak stal provincií Osmanské říše. Osmanská provincie Egypt potom existovala, alespoň formálně, až do 1. světové války.
Francouzské panství v Egyptě ukončily anglicko-osmanské vojenské oddíly, které přistály v Egyptě roku 1801. Jako zastupující velitel tureckých oddílů přišel do Káhiry Muhammad Alí, který ovlivnil další dějiny Egypta.
Nakonec islámští duchovní dosadili nového místodržícího. Byl jím Muhammad Alí. Vyhovoval nejen duchovním vůdcům, ale zanedlouho ho v jeho novém úřadu potvrdil i istanbulský sultán. Alí porazil v bitvě u Rosette roku 1807 Brity a o čtyři roky později se zbavil vzbouřených Mamlúků, které nechal povraždit na slavnostní hostině v káhirské citadele.

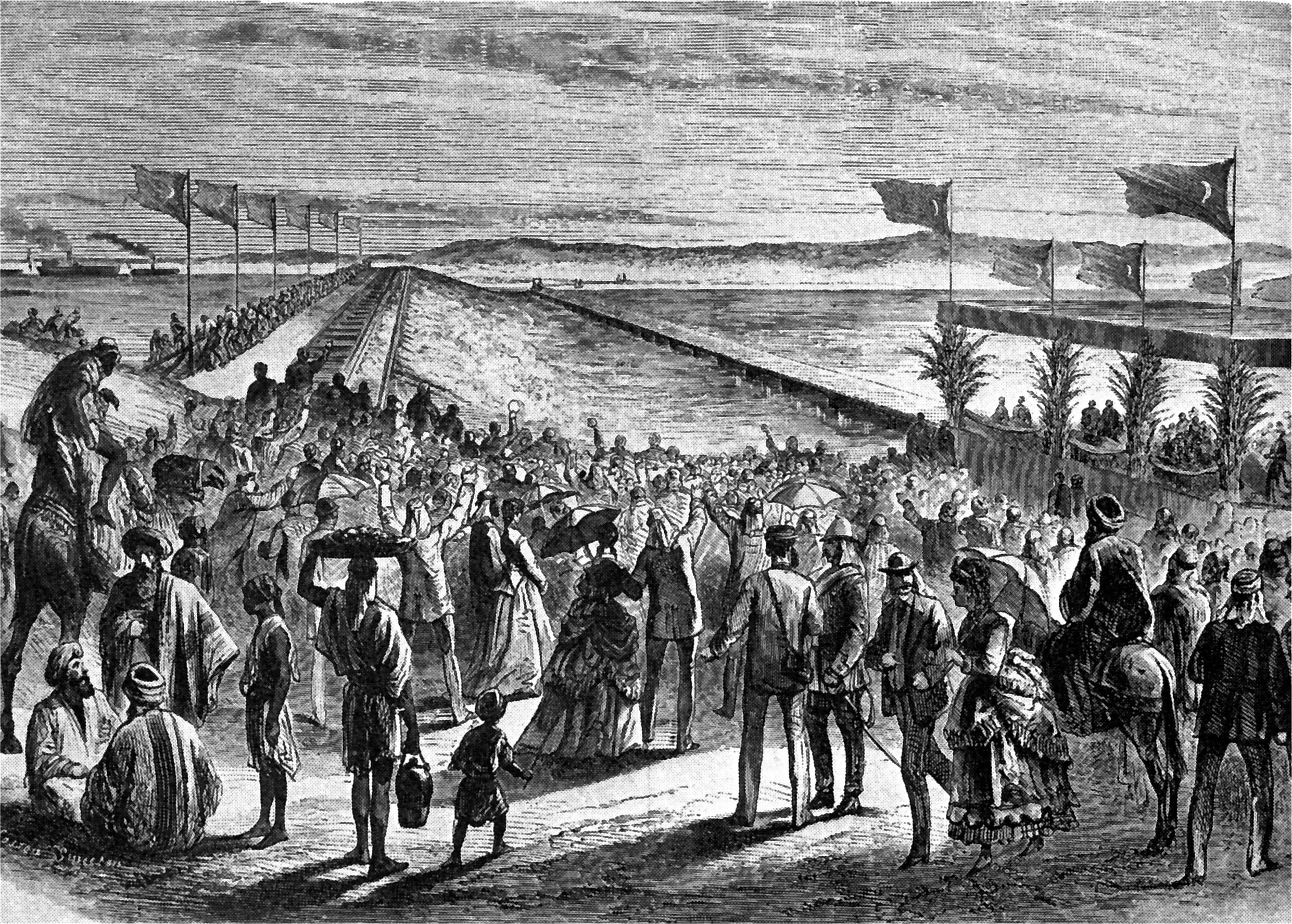
Otevření Suezského kanálu v roce 1869

Militarizace Egypta ale vyvolávala mezi evropskými mocnostmi stále větší obavy. Nakonec musel roku 1841 Muhammad Alí radikálně snížit stav armády. Jako náhradu za tento ústup mu turecký sultán udělil dědičně titul místokrále, který zůstal v jeho dynastii do vyhlášení sultanátu v roce 1914.
Důležitou událostí během vlády dynastie Muhammada Alího bylo otevření Suezského průplavu 17. listopadu 1869. Suezský průplav však uvedl Egypt do přímé závislosti na cizích zemích. Alího vnuk Ismá'íl, se snažil zvýšit konkurenční schopnost své země na mezinárodních trzích s bavlnou a investoval do rozvoje infrastruktury. Rozsáhlé investice však nemohl zaplatit z vlastních zdrojů a zahraniční věřitelé naléhali na rychlé splácení úvěrů.
Egypt musel prodat rozhodující část akcií egyptského Suezského průplavu Anglii a od roku 1876 musel souhlasit s britsko-francouzskou finanční kontrolou tohoto díla. O tři roky později byl Ismá'íl přinucen odstoupit ve prospěch svého syna Taufíka. V zemi se začalo zmáhat národnostní hnutí a lidé stále hůře snášeli vměšování cizích zemí do politiky Egypta a rozmařilý život vladařského dvora. Nespokojenost vedla v roce 1882 ve vojenskou vzpouru plukovníka Urábího.
Taufík požádal Brity o vojenskou pomoc. Britské jednotky přistály u Alexandrie v roce 1882 a v zemi zůstaly až do revoluce „Svobodných důstojníků" v roce 1952. V roce 1888 Konstantinopolská smlouva prohlásila Suezský kanál za neutrální území pod správou Velké Británie. Británie tak získala Egypt do svého područí. Britští generální konzulové řídili egyptskou vládu, složenou ze stínového kabinetu a ze slabého místokrále, a hospodářské zisky plynuly do jejich rukou. Na počátku první světové války prohlásila Anglie Egypt za svůj protektorát.

### Nezávislé Egyptské království

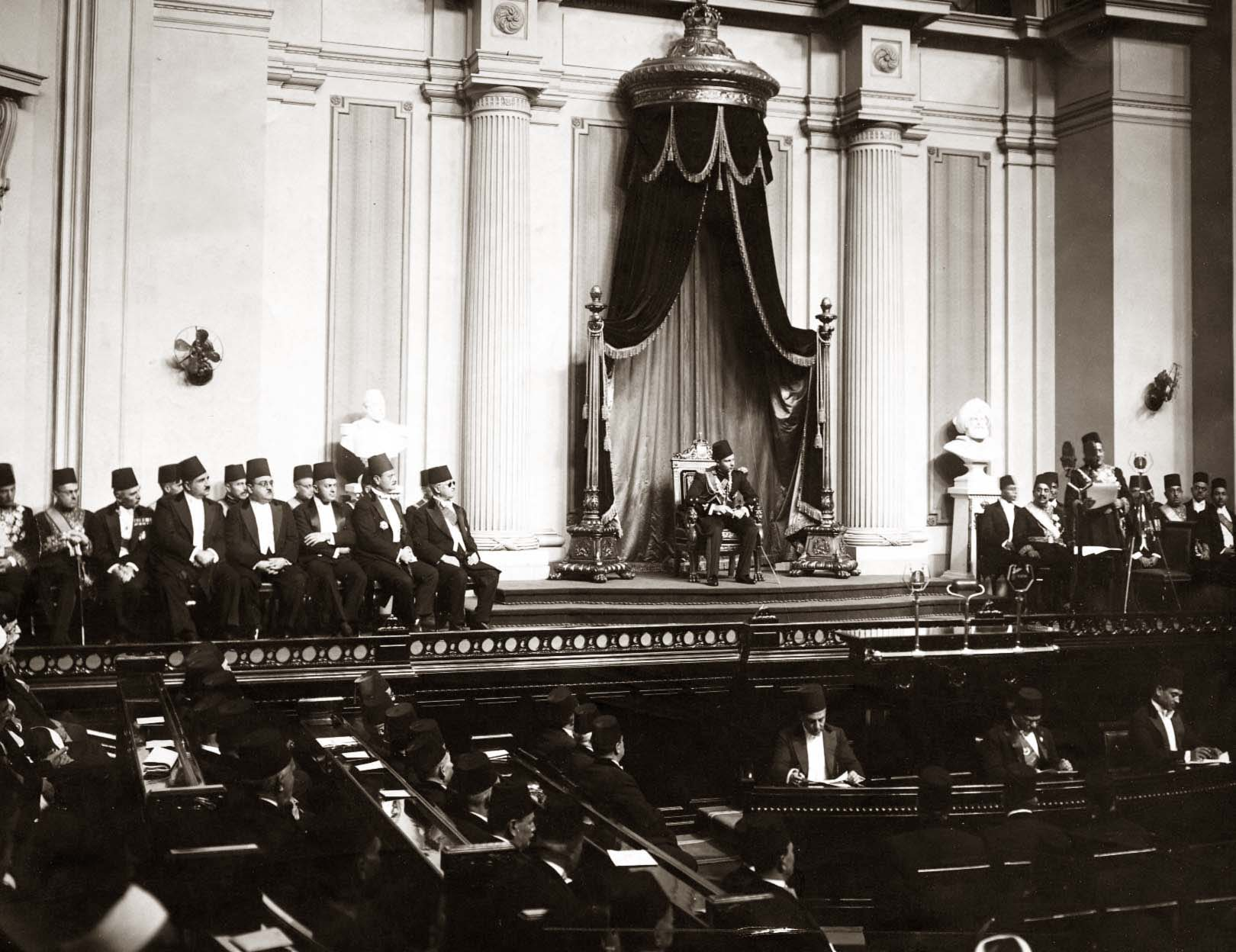
Král Farúk při projevu premiéra v parlamentu (1937)

Změn po první světové válce se pokusili využít nacionalisté a v roce 1919 vyslali delegaci, která dostala název Wafd, na Pařížskou mírovou konferenci, kde požádali o uznání nezávislosti Egypta. Velká Británie s tímto krokem nesouhlasila, ale o tři roky později tlaku nacionalistů ustoupila.
28. února 1922 vyhlásil Egypt pod vládou sultána Fuada I. (pravnuka Muhammada Alího) samostatnost jako Egyptské království a titul sultána byl změněn na titul krále. Ústava, která byla přijata o rok později, však dala panovníkovi pravomoc libovolně rozpouštět parlament, což vedlo k nestabilitě následujících vlád.
Z delegace Wafd se mezitím stala nejvýznamnější strana v zemi, která působila v parlamentu jako hlavní králova opozice. Saad Zaghloul, který ji v roce 1919 v Paříži vedl, se v roce 1924 stal prvním ministerským předsedou Egypta.
Dalších třicet let se o moc v Egyptě přetahoval královský dvůr, strana Wafd a britský generální konzulát. Žádná vláda nebyla dlouho u moci a rostla korupce. Nic se nezměnilo, ani když Fuada I. vystřídal na egyptském trůnu v roce 1936 jeho syn Fárúk. Krátce poté byla uzavřena smlouva se Spojeným královstvím. V té Spojené království uznalo egyptskou nezávislost v zahraničních vztazích, zavázalo se v Egyptu ponechat pouze vojsko o maximálním počtu deseti tisíc vojáků nezbytné k ochraně Suezského kanálu (a stáhnout jej do oblasti kanálu), do osmi let britská vojska opustit přístav v Alexandrii, britské královské letectvo si udrželo možnost využívat vzdušný prostor stejně jako egyptské letectvo, byla formálně potvrzena společná správa Sudánu a britský závazek v případě napadení bránit Suezský kanál a Egypt, přičemž Egypt měl poskytnout materiální a infrastrukturní podporou.

### Druhá světová válka
Ačkoliv byl Egypt během druhé světové války oficiálně neutrální, stala se jeho západní pobřežní oblast až téměř po Alexandrii dějištěm bojů mezi italskou a německou armádou pod velením Erwina Rommela na jedné straně a britských vojsk pod velením Bernarda Montgomeryho na straně druhé. Káhira se stala hlavní vojenskou základnou britských sil. Egyptské obyvatelstvo podobně jako v jiných formálně nezávislých zemí Blízkého východu sympatizovalo spíše se zeměmi Osy než s Brity (např. Irák, Irán). Opětovný pohyb britských vojáků po zemi obyvatelé Egypta vnímali s nevolí. Britská vláda vědoma si protibritských nálad i v okolí samotného krále a vlády, v době nejzazšího postupu vojsk Osy u El Alameinu, se rozhodla přimět krále aby odvolal nepolitickou vládu Husajna Sirriho a nahradil ji vládou Mustafy el-Nahase ze strany Wafd, od které Britové očekávali více pro-spojenecký přístup. Britské jednotky pod velením generála Stone v noci 4. února 1942 obklíčili královský palác Adeen v Káhiře. Britský velvyslanec Miles Lampson předložil králi Farúkovi ultimátum jmenovat jimi vybranou vládu nebo abdikovat. Král se britskému nátlaku podvolil. Tato událost vedla u egyptské populace a zejména u vojenských velitelů ke ztrátě důvěry v krále, vládu pod vedením strany Wafd a ke zvýšení odporu proti Velké Británii. 
Postup německo-italských vojsk byl Brity zastaven v říjnu 1942 u El Alameinu. V listopadu téhož roku vyhnali britské jednotky vojska Osy z Egypta. 
Na samém závěru války 24. února 1945 se Egypt společně s dalšími doposud neutrálními státy formálně zapojil do války na straně Spojenců (vyhlášení války zemím Osy bylo dáno jako podmínka přijetí za zakládajícího člena OSN). To bylo mnohými obyvateli negativně vnímáno jako další podvolení se britské nadvládě. Jeden z nespokojených Mahmúd Issawi, ještě téhož dne na půdě parlamentu spáchal atendát na předsedu vlády Ahmada Mahira Pašu. 

### Revoluce Svobodných důstojníků
Problémy v zemi vyvrcholily v roce 1948, kdy se egyptská armáda zúčastnila první arabsko-izraelské války ve které selhala a byla nově vznikajícím Izraelem poražena. To dále zvýšilo už tak vysokou nespokojenost obyvatelstva a zejména pak mladých důstojníků. V roce 1951 Egypt jednostranně vypověděl britsko-egyptskou dohodu z roku 1936 a vyzval zbylé britské jednotky k opuštění území Suezského průplavu, což Britové odmítli. To vedlo koncem roku k výraznému zhoršení britsko-egyptských vztahů a násilným střetům. V lednu 1952 vypukly v Káhiře nepokoje proti britské vojenské přítomnosti. 23. července 1952 došlo k převratu hnutí „Svobodných důstojníků“, skupiny několika vysokých armádních důstojníků. Vůdčími postavami převratu byli generál Muhammad Nadžíb a plukovník Gamál Abd an-Násir. Král Farúk 23. července 1952 odstoupil ve prospěch svého syna Fuada II., kterého však s sebou odvezl do exilu do Itálie. Pro výkon pravomocí malého krále byla ustavena regentská rada pod vedení prince Muhammada Abdela Moneima (od září pak byl jediným regentem), ve skutečnosti ale byla existence monarchie formalitou a všechnu moc drželi Nadžíb s Násirem. Ti o rok později 18. června 1953 vyhlásili Egyptskou arabskou republiku. Po vyhlášení republiky se na krátkou dobu stal prezidentem Muhammad Nadžíb (1901–1984), kterého v listopadu 1954 nahradil plukovník Gamál Násir (1918–1970) s diktátorskými pravomocemi.

## Egyptští králové (1922–1953)
- Fuad I. - (16. březen 1922 – 28. duben 1936), předtím egyptský sultán
- Farúk I. - (28. duben 1936 – 26. červenec 1952), 19. října 1951 titul změněn na krále Egypta a Súdánu.
- Fuad II. - (26. červenec 1952 – 18. červen 1953), formální vláda